# Metazygia arnoi
Metazygia arnoi är en spindelart som beskrevs av Levi 1995. Metazygia arnoi ingår i släktet Metazygia och familjen hjulspindlar. Inga underarter finns listade i Catalogue of Life.